# Pseudophilautus zal
Pseudophilautus zal é uma espécie de anfíbio da família Rhacophoridae. Foi endémica do Sri Lanka.